# Мертвовод
Мертвовід — річка на півдні України, в межах Бобринецького району Кіровоградської області та Братського і Вознесенського районів Миколаївської області. Ліва притока Південного Бугу (басейн Чорного моря).

## Географія

### Гідрографія і басейн
Довжина Мертвоводу 114 км, площа водозбірного басейну — 1820 км². Долина річки переважно трапецієподібна, завширшки до 3 км, завглибшки до 40—50 м. Заплава завширшки 200—300 м, у пониззі до 1—1,5 км. Річище звивисте, його пересічна ширина у нижній течії до 20 м. Похил річки 1,8 м/км.
Річку живлять 148 малих річок, що мають загальну довжину 565 км.

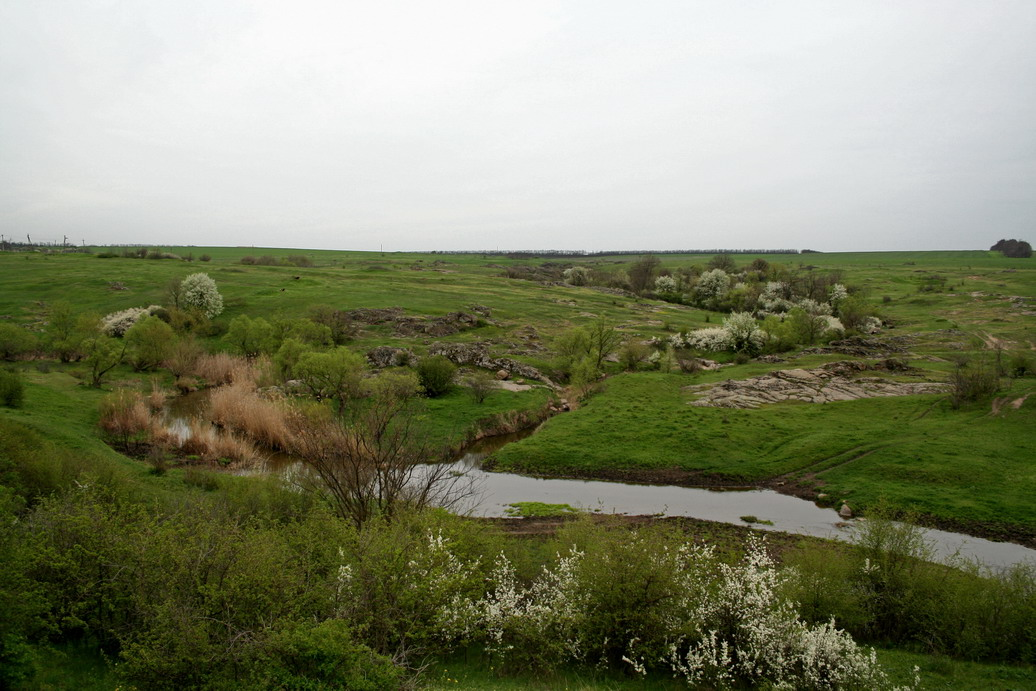
Мертвовод у середній течії

Вода в Мертвоводі надто тверда — твердість становить 19,1 мг-екв/дм³ (за встановленої для цього показника гранично-допустимої концентрації ГДК = 7,0 мг-екв/дм³), з природною підвищеною загальною мінералізацією (сухий залишок майже 2500 мг/дм³ за ГДК = 1000 мг/дм³), поверхневі води річки забруднені іонами деяких металів — магнію, феруму, мангану, натрію тощо та органічними сполуками.
Витоки Мертвоводу розташовані в північній околиці села Кривоносового. Річка тече переважно на південний захід. Впадає до Південного Бугу на південний-схід від міста Вознесенська.
Мертвовод тече однією з найстаріших ділянок суходолу Євразії, сформованій з вулканічних порід поверхні Українського кристалічного щита, що простягнувся з північного заходу до південного сходу через усю територію України. Ця місцевість не занурювалася в морські глибини протягом 60 мільйонів років. У середній течії річки (в районі сіл Актове, Трикрати та біля міста Вознесенська) спостерігаються виходи архейсько-протерозойських гранітів (граніт, граніт з кристалами гранату, граніт зі включеннями біотиту й гранату тощо).
Тисячоліттями пробиваючи свою дорогу в гранітах кристалічного щита, Мертвовод утворив серед могутніх стрімких, заввишки 40—50 м стін каньйонів порожисте річище з водоспадами. Вузьке й глибоке, століттями незмінне русло привернуло увагу так званих «перетворювачів природи» — на Мертвоводі побудували безліч дамб, широкі рівнини по обидва береги до самої води розорали під лани. Дамби сповільнили течію річки, спричинили її замулення, колись судноплавне русло Мертвоводу заросло очеретом — шар мулу місцями сягає 5—7 м, нині деінде це — болото, яке можна перейти убрід.

### Природа

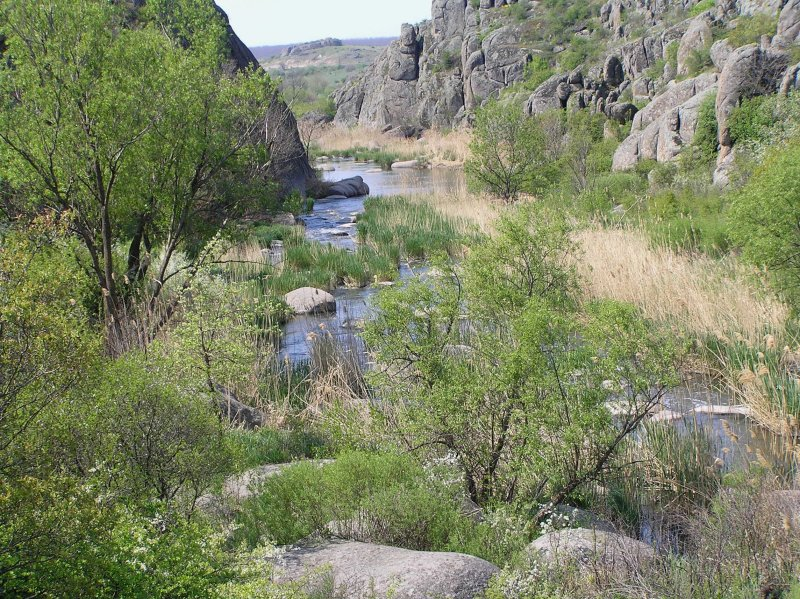
Скелясті береги річки

Біля села Актове, розташований Актівський каньйон — унікальне природне утворення лісової й водної екосистеми з ансамблем скель і гранітних валунів, що займає площу понад 250 гектарів. Природний комплекс Актівського каньйону, як і всього надбережжя Мертвоводу, входить до складу створеного 1994 року Миколаївською обласною радою регіонального ландшафтного парку «Гранітно-степове Побужжя».
Завдяки крутим скелястим схилам на Мертвоводі місцями ще збереглися прадавні природні ділянки з швидкоплинною водою й заростями лепехи. Місцева флора налічує близько 900 видів рослин, 26 з яких занесені до Червоної книги України, 4 — до Європейського Червоного списку. У каньйоні Мертвоводу поблизу села Актове розташований головний прихисток генофонду вузьколокального ендеміка родини гвоздикових — мерингії бузької (Moehringia hypanica); на лівому березі Мертвоводу знайдено вид папоротей (Asplenium x alternifolium), єдине місце зростання якого у Степовій зоні України підлягає охороні й подальшим дослідженням.

## Минуле

### Історія
Мандруючи цими місцями у прадавні часи, давньогрецький історик Геродот Галікарнаський описав їх у четвертій книзі «Мельпомена» (Скитський логос) своєї Всесвітньої історії . Він оповідав, що до Гіпаніс (нині — р. Південний Буг) на межі землі скитів-орачів і алазонів з лівого боку впадало джерело гіркої води. За словами Геродота, ім'я джерела і місцевості, звідки воно тече, скіфською мовою звучить як Ексампей (Екзампей, Екзампай) та означає грецькою — «Священні шляхи». Багато років численні дослідники прагнули ототожнити згадувані Геродотом назви річок і місцевостей з сьогоднішніми топонімами.
«Мертвовод, — стверджує автор ґрунтовного дослідження В. Петрук, — є справжній Екзампей на місцевості Екзампай — священному центрі Великої Скіфії (Скитії, Сколотії), де за наказом володаря країни Аріанта було виготовлено і встановлено сакральну пам'ятку народу — Священний казан. Віддавши цьому довгі роки плідних роздумів, пошуків і терпіння, він дійшов висновку щодо вододілу сьогоднішніх річок Чорного Ташлика і Мертвоводу як місцевості Ексампей, зазначивши, що справжнім Екзампеєм є річка Мертвовод, початком якого є права притока Мертвоводу річка Кам'яно-Костувата .»
Простір у верхів'ї Мертвоводу поблизу села Вільні Луки має безсумнівний сакральний характер — він не тільки є найвищою, вододільною точкою в степах Правобережжя, позначеною курганом з географічною відміткою 269 м, але й центром Скитії (Скіфії) (який, до речі, міститься на відстані всього 60 км від нинішнього географічного центру України, позначеного пам'ятним знаком у райцентрі Добровеличківка — одному з райцентрів Кіровоградської області).

## Назва
Існують народні перекази, що річка Мертвовод отримала назву після страшної битви козаків з турками, коли навіть річкової води не було видно за тілами вбитих ворогів та загиблих захисників рідної землі. За іншою версією, під час одного з татарських набігів на Дике Поле місцеві мешканці, що сховалися по байраках, наварили отрути з трав і злили їх у воду вище того місця, де в таборі бенкетували й ділили здобич загарбники — багато з яких померли від вод, і від цього річку назвали Мертвоводом.
Більш правдивим бачиться розуміння етимології непересічної назви прадавньої річки Мертвоводу як шляху, яким відправляли скитських царів до місць вічного спочинку — скелястого джерела (входу до підземного світу мертвих).

Дослідник джерел становлення української етнокультурної моделі Куєвда Володимир Терентійович (1944—2011)  привертає увагу саме до такого розуміння і тлумачення подій і явищ Першопочатку, творення світу — «р. Мертвовод з числа сотень подібних за фізичним та географічним значенням річок набуває прикмет, змісту метасимволу, освяченості, збірного образу рідної землі»,— стверджує він, нагадуючи слова народної пісні:

«Ой, ти брате, Мертвовод,

Славна, мила річенька.

У неволі по тобі

Затужив козаченько…»
Непересічна, навіть сакральна назва «Мертвовод» збереглася до наших днів. Того, хто мандрує степом, зустрічає прірва серед голого степу, гранітна безодня у кристалічному щиті. Гостре відчуття викликає нагромадження скель Мертвоводу, куди дістається лише полуденне сонячне світло. До речі, схоже саме звідси, з нашого краю були запозичені такі добре відомі нам давньогрецькі міфологеми, як Стікс — річка, що розділяє Царство живих (видимий Світ Яви) і Царство мертвих (потойбічний Світ Нави), — Аїд.
Річка Мертвовод згадується у Літописі Самійла Величка як одна зі стоянок у поході на Очаків з Запорозької Січі

## Населені пункти над Мертвоводом
Кривоносове, Витязівка, Кудрявське, Крива Пустош, Братське, Петропавлівка, Актове, Воронівка, Таборівка, м. Вознесенськ.

## Притоки
- Праві: Лозуватка, Отокова, Кам'яно-Костувата (її ліва притока Мазаниця), Комишувата, Гарбузинка; ліві: Балка Криничувате, Балка Жидівка.